# Cioranii de Sus
Cioranii de Sus – wieś w Rumunii, w okręgu Prahova, w gminie Ciorani. W 2011 roku liczyła 2277 mieszkańców.